# Клименко, Григорий Игнатьевич
Григорий Игнатьевич Клименко (1906—1995) — полковник Советской Армии, участник Великой Отечественной войны, Герой Советского Союза (1943).

## Биография
Григорий Клименко родился 20 апреля 1906 года в селе Гриновцы (ныне — Любарский район Житомирской области Украины). После окончания шести классов сельской школы работал в сельском хозяйстве. В октябре 1928 года Клименко был призван на службу в Рабоче-крестьянскую Красную Армию. В 1929 году он окончил полковую школу, в 1931 году — курсы командиров взводов при Одесской пехотной школе. С 1942 года — на фронтах Великой Отечественной войны. Принимал участие в боях на Воронежском, Центральном и 1-м Украинском фронтах, три раза был ранен. К сентябрю 1943 года подполковник Григорий Клименко командовал 1035-м стрелковым полком 280-й стрелковой дивизии 60-й армии Центрального фронта. Отличился во время битвы за Днепр.
В конце сентября 1943 года Клименко организовал переправу своего полка через Днепр. Во время наступления батальоны полка освободили ряд населённых пунктов и отразили все вражеские контратаки, нанеся немецким войскам большие потери: было уничтожено более 1000 солдат и офицеров, около 100 пулемётов, несколько десятков автомашин и бронетранспортёров, несколько танков.
Указом Президиума Верховного Совета СССР от 17 октября 1943 года за «захват и удержание плацдарма на Днепре и проявленные при этом мужество и героизм» подполковник Григорий Клименко был удостоен высокого звания Героя Советского Союза с вручением ордена Ленина и медали «Золотая Звезда» за номером 1893.
После окончания войны Клименко продолжил службу в Советской Армии. В 1947 году он окончил курсы усовершенствования командиров стрелковых полков при Военной академии имени Фрунзе. В 1956 году в звании полковника Клименко был уволен в запас. Проживал сначала в Кишинёве, а с 1987 года — в Одессе. Скончался 26 июня 1995 года.
Был награждён двумя орденами Ленина, тремя орденами Красного Знамени, орденами Александра Невского, Отечественной войны 1-й и 2-й степеней, Красной Звезды, рядом медалей.